# Marie Vorlová
Marie Vorlová, pokřtěná Marie Anna Vorlová, (14. července 1901 Praha-Nové Město – ????) byla česká ředitelka divadla.

## Životopis
Narodila se v rodině Václava Vorla (* 1864), mistra sedláře a stavitele kočárů, a Boženy Vorlové-Kubrichtové (* 1876), kteří měli svatbu 13. 9. 1900.
Marie byla účetní v pojišťovně Fénix, roku 1925 založila s Jiřím Frejkou Osvobozené divadlo, které vedla jako ředitelka zprvu na Slupi, pak v Umělecké besedě. Po sporech s Jindřichem Honzlem odešla společně s J. Frejkou a E. F. Burianem z Osvobozeného divadla. V květnu 1927 založili divadlo Dada, které následující rok v červnu zaniklo.
V Praze X-Karlíně bydlela na adrese Královská 46.